# 芬蘭廣播公司第五台
芬蘭廣播公司第五台（芬蘭語：Yle Fem）是芬蘭廣播公司一條在2001年開播的公共電視頻道，以播放瑞典語各類電視節目為主。這條頻道的目標是服務居住於芬蘭並以瑞典語為母語的少數民族，也創造機會讓其他觀眾認識這種語言以及其文化。
芬蘭廣播公司第五台的前身是在1988年創立的「FST」（全稱為「Finlands Svenska Television」，意思是「芬蘭瑞典語電視台」）節目板塊，這個版塊於每個星期一和星期二晚間分別在芬蘭廣播公司第二電視台以及芬蘭廣播公司第一電視台播出。後來「FST」於2001年8月27日移至單獨電視頻道並改名為「YLE FST」（芬蘭廣播公司瑞典語台）繼續播放，接著又在2006年更名作「YLE FST5」（芬蘭廣播公司瑞典語第五台）。不過因為觀眾覺得這個名稱只不過是各個字母的組合，所以芬蘭廣播公司再度於2012年把名稱改為「Yle Fem」（芬蘭廣播公司第五台）。2017年4月27日，這條頻道與芬蘭廣播公司主題頻道合併成「芬蘭廣播公司主題和第五頻道」（Yle Teema & Fem）。